# Princípio da dignidade da pessoa humana
O princípio da dignidade da pessoa humana é um valor moral e espiritual inerente à pessoa, ou seja, todo ser humano é dotado desse preceito, e tal constitui o princípio máximo do estado democrático de direito. Está elencado no rol de Princípios Fundamentais da Constituição Brasileira de 1988 e na Constituição portuguesa de 1976.
No caso da Constituição Federal de 1988, a dignidade da pessoa humana consta do art. 1o. inciso III, figurando como um dos fundamentos da República Federativa do Brasil, onde se pode ler:
"A República Federativa do Brasil, formada pela união indissolúvel dos Estados e Municípios e do Distrito Federal, constitui-se em Estado Democrático de Direito e tem como fundamentos:
(...) III - a dignidade da pessoa humana".
A Constituição Federal de 1988 recebeu a direta influência, no período de redemocratização do Brasil, dos termos da Declaração Universal dos Direitos Humanos, onde o 1o. Considerando, dentro do Preâmbulo, afirma:
"Considerando que o reconhecimento da dignidade inerente a todos os membros da família humana e dos seus direitos iguais e inalienáveis constitui o fundamento da liberdade, da justiça e da paz no mundo".
Do ponto de vista filosófico, a expressão recebeu formulação moderna lapidar dentro do pensamento de Immanuel Kant, na "Fundamentação da Metafísica dos Costumes" (título original em alemão: "Grundlegung zur Metaphysik der Sitten", de 1785), que defendia que as pessoas deveriam ser tratadas como um fim em si mesmas, e não como um meio (objetos), e que assim formulou tal princípio: 
"No reino dos fins, tudo tem ou um preço ou uma dignidade. Quando uma coisa tem preço, pode ser substituída por algo equivalente; por outro lado, a coisa que se acha acima de todo preço, e por isso não admite qualquer equivalência, compreende uma dignidade.".
A expressão costuma ser invocada dentro de diversos contextos, especialmente como fundamento para o debate de questões concernentes aos direitos humanos.
Atualmente, a questão da dignidade humana é uma das questões mais frequentemente presentes nos debates bioéticos.
A dignidade da pessoa humana abrange uma diversidade de valores existentes na sociedade. 
Assim, se trata de um conceito adequável a realidade e a modernização da sociedade, devendo estar em conjunto com a evolução e as tendências modernas das necessidades do ser humano. 
Do ponto de vista conceitual, podem-se destacar duas importantes contribuições na atribuição de sentido a esta expressão dentro dos debates acadêmicos:
Em primeiro lugar, preceitua Ingo Wolfgang Sarlet, ao conceituar a dignidade da pessoa humana:
"[...] temos por dignidade da pessoa humana a qualidade intrínseca e distintiva de cada ser humano que o faz merecedor do mesmo respeito e consideração por parte do Estado e da comunidade, implicando, neste sentido, um complexo de direitos e deveres fundamentais que asseguram a pessoa tanto contra todo e qualquer ato de cunho degradante e desumano, como venham a lhe garantir as condições existenciais mínimas para uma vida saudável, além de propiciar e promover sua participação ativa e co-responsável nos destinos da própria existência e da vida em comunhão com os demais seres humanos.".
Em segundo lugar, e nesta mesma linha de pensamento, que preceitua Eduardo C. B. Bittar ao tratar do tema:
"No sentido atual da expressão dignidade da pessoa humana fica o rastro semântico de que é nela que mora a ética dos direitos humanos. Nesse sentido, a expressão funciona como um meta-valor, ideal regulativo, regra-matriz para a cultura dos direitos que garante a liberdade, a igualdade, a solidariedade, a segurança, a paz, a distribuição. É nesses termos que se impõe como um meta-princípio, pois está acima dos demais princípios e valores socialmente relevantes, devendo estes sempre ser filtrados por este eixo-orientador da ação racional. O conceito de dignidade, ao se atualizar desta forma, deve pautar ações e condutas, nisso se compondo em 'utopia realista' (Habermas, 2012) para sociedades modernas que assumiram no compromisso com a cultura dos direitos humanos a tarefa de construção das formas de respeito à pessoa. Nestas, o grau de consolidação da cidadania de todos e de cada um pode, por aí, ser aferido".
É relevante referir que o reconhecimento da dignidade se faz inerente a todos os membros da família humana e de seus direitos iguais e inalienáveis, é o fundamento da liberdade, da justiça, da paz e do desenvolvimento social.